# Ранникко, Теему
Тее́му Ра́нникко (фин. Teemu Rannikko; род. 9 сентября 1980, Турку) — финский баскетболист, выступающий за словенский клуб «Олимпия». Семейное положение: женат, супруга Илона. Воспитанник клуба школы подготовки клуба «Пиилосет» из Турку, в основном составе которого дебютировал в 16 лет. В следующем сезоне (1997/98) был признан самым многообещающим баскетболистом финской Лиги, стал её самым ценным игроком (MVP) — 1999 и 2000 (в течение трёх сезонов кряду, — 1997/98, 98/99 и 99/00, — был лидером по результативным передачам: 5,6; 7,4 и 9,2 «ассиста» в среднем за матч, соответственно).

## Достижения
- 1999 — обладатель Кубка Финляндии;
- 1999/2000 — чемпион Финляндии;
- 2005/06 — чемпион Словении;
- 2006 — обладатель Кубка Словении;
- 2006 — выиграл конкурс трёхочковых бросков «Матча звёзд» NLB (Словения);
- 2006/2007 — MVP пятого тура Евролиги. Финский разыгрывающий был лучшим в команде из Любляны по набранным очкам, результативным передачам, и, как следствие по коэффициенту полезного действия;
- 2008 — серебряный призёр Чемпионата России;
- 2008 — обладатель Кубка России;
- 2008 — серебряный призёр Промо Кубка Единой лиги ВТБ;
- 2014/15 — чемпион Финляндии;
- 2016/17 — чемпион Финляндии

Игрок сборных Финляндии (от юниорской ЧЕ-1988, до национальной, баскетболистом которой является поныне).